# Dave Morgan
Dave Morgan (Cranmore, 7 augustus 1944 – 6 november 2018) was een Brits Formule 1-coureur.
Hij nam deel aan de Grand Prix Formule 1 van Groot-Brittannië in 1975 voor het team Surtees, maar finishte als achttiende en scoorde dus geen punten. 
Morgan overleed in 2018 op 74-jarige leeftijd aan een beroerte.